# Statistiche della nazionale maschile di rugby a 15 della Scozia
Sono qui di seguito elencate le statistiche relative agli incontri disputati dalla Nazionale scozzese di rugby a 15 dal 1871.

## Statistiche di squadra

### Generali
- Vittoria con il massimo scarto: 92 punti
Scozia - Giappone 100–8 (Perth, McDiarmid Park, 13 novembre 2004)
- Sconfitta con il massimo scarto: 58 punti
Scozia - Sudafrica 10-68 (Edimburgo, Murrayfield, 6 dicembre 1997)
- Incontro con il massimo numero di punti realizzati: 100 punti
Scozia - Giappone 100–8 (cit.)
- Incontro con il massimo numero di punti subìti: 74 punti
Scozia - Barbarians 31-74 (Edimburgo, Murrayfield, 24 maggio 2001)
- Incontro con il massimo numero di punti complessivi: 108 punti
Scozia - Giappone 100–8 (cit.)
- Maggior numero di vittorie consecutive: 6 (2 volte)
  - Inizio 1ª serie: 24 gennaio 1925, Scozia - Francia 25-4 (Edimburgo, Inverleith)
  - Fine 1ª serie: 6 febbraio 1926, Scozia - Galles 8-5 (Edimburgo, Murrayfield)
  - Inizio 2ª serie: 28 ottobre 1989, Scozia - Figi 38-17 (Edimburgo, Murrayfield)
  - Fine 2ª serie: 17 marzo 1990, Scozia - Inghilterra 13-7 (Edimburgo, Murrayfield)
- Maggior numero di sconfitte consecutive: 17
  - Inizio serie: 24 febbraio 1951, Scozia - Irlanda 5-6 (Edimburgo, Murrayfield)
  - Fine serie: 8 gennaio 1955, Francia - Scozia 15-0 (Parigi, Stade olympique Yves-du-Manoir).

### Confronti totali con le altre Nazionali
Vengono considerati in questa tabella solo gli incontri ufficialmente riconosciuti come Full International. Non vengono conteggiati quindi incontri contro rappresentative locali, squadre di club o selezioni diverse dalla Nazionale maggiore (es. i Barbarians o le selezioni A, B, XV et alii). (Tabella aggiornata all'8-3-2014)
| Avversario     | 1º incontro       | 1ª vittoria       | G   | V   | N  | P   | PF   | PS   | % V/G  |
| -------------- | ----------------- | ----------------- | --- | --- | -- | --- | ---- | ---- | ------ |
| Inghilterra    | 27 marzo 1871     | 27 marzo 1871     | 132 | 42  | 18 | 72  | 1145 | 1560 | 31,82  |
| Irlanda        | 19 febbraio 1877  | 19 febbraio 1877  | 129 | 66  | 5  | 58  | 1410 | 1376 | 51,16  |
| Galles         | 8 gennaio 1883    | 8 gennaio 1883    | 118 | 48  | 3  | 67  | 1230 | 1512 | 40,68  |
| Francia        | 22 gennaio 1910   | 22 gennaio 1910   | 87  | 34  | 3  | 50  | 1049 | 1228 | 39,08  |
| Nuova Zelanda  | 18 novembre 1905  |                   | 29  | 0   | 2  | 27  | 316  | 876  | 0,00   |
| Australia      | 17 dicembre 1927  | 17 dicembre 1927  | 28  | 9   | 0  | 19  | 330  | 671  | 32,14  |
| Sudafrica      | 17 novembre 1906  | 17 novembre 1906  | 24  | 5   | 0  | 19  | 264  | 597  | 20,83  |
| Italia         | 14 dicembre 1996  | 14 dicembre 1996  | 23  | 15  | 0  | 8   | 524  | 416  | 65,21  |
| Argentina      | 10 novembre 1990  | 10 novembre 1990  | 13  | 4   | 0  | 9   | 247  | 218  | 30,77  |
| Romania        | 26 settembre 1981 | 26 settembre 1981 | 13  | 11  | 0  | 2   | 475  | 192  | 84,62  |
| Samoa          | 19 ottobre 1991   | 19 ottobre 1991   | 10  | 8   | 1  | 1   | 236  | 133  | 80,00  |
| Figi           | 28 ottobre 1989   | 28 ottobre 1989   | 6   | 5   | 0  | 1   | 182  | 145  | 83,33  |
| Canada         | 21 gennaio 1995   | 21 gennaio 1995   | 4   | 3   | 0  | 1   | 119  | 40   | 75,00  |
| Giappone       | 5 ottobre 1991    | 5 ottobre 1991    | 4   | 4   | 0  | 0   | 221  | 45   | 100,00 |
| Stati Uniti    | 4 novembre 2000   | 4 novembre 2000   | 3   | 3   | 0  | 0   | 157  | 44   | 100,00 |
| Tonga          | 30 maggio 1995    | 30 maggio 1995    | 3   | 2   | 0  | 1   | 99   | 46   | 66,66  |
| Zimbabwe       | 30 maggio 1987    | 30 maggio 1987    | 2   | 2   | 0  | 0   | 111  | 33   | 100,00 |
| Costa d'Avorio | 26 maggio 1995    | 26 maggio 1995    | 1   | 1   | 0  | 0   | 89   | 0    | 100,00 |
| Georgia        | 14 settembre 2011 | 14 settembre 2011 | 1   | 1   | 0  | 0   | 15   | 6    | 100,00 |
| Portogallo     | 9 settembre 2007  | 9 settembre 2007  | 1   | 1   | 0  | 0   | 56   | 10   | 100,00 |
| Spagna         | 16 ottobre 1999   | 16 ottobre 1999   | 1   | 1   | 0  | 0   | 48   | 0    | 100,00 |
| Uruguay        | 8 ottobre 1999    | 8 ottobre 1999    | 1   | 1   | 0  | 0   | 43   | 12   | 100,00 |
| TOTALE         | TOTALE            | TOTALE            | 632 | 266 | 32 | 334 | 8347 | 9138 | 42,09  |

### Confronti in Coppa del Mondo con le altre Nazionali
| Avversario     | G  | V  | N | P  | PF  | PS  | % V/G  |
| -------------- | -- | -- | - | -- | --- | --- | ------ |
| Nuova Zelanda  | 5  | 0  | 0 | 5  | 57  | 163 | 0,00   |
| Francia        | 3  | 0  | 1 | 2  | 48  | 93  | 0,00   |
| Romania        | 3  | 3  | 0 | 0  | 131 | 52  | 100,00 |
| Argentina      | 2  | 0  | 0 | 2  | 25  | 32  | 0,00   |
| Giappone       | 2  | 2  | 0 | 0  | 79  | 20  | 100,00 |
| Inghilterra    | 2  | 0  | 0 | 2  | 18  | 25  | 0,00   |
| Samoa          | 2  | 2  | 0 | 0  | 63  | 26  | 100,00 |
| Zimbabwe       | 2  | 2  | 0 | 0  | 111 | 33  | 100,00 |
| Australia      | 1  | 0  | 0 | 1  | 16  | 33  | 0,00   |
| Costa d'Avorio | 1  | 1  | 0 | 0  | 89  | 0   | 100,00 |
| Figi           | 1  | 1  | 0 | 0  | 22  | 20  | 100,00 |
| Georgia        | 1  | 1  | 0 | 0  | 15  | 6   | 100,00 |
| Irlanda        | 1  | 1  | 0 | 0  | 24  | 15  | 100,00 |
| Italia         | 1  | 1  | 0 | 0  | 18  | 16  | 100,00 |
| Portogallo     | 1  | 1  | 0 | 0  | 56  | 10  | 100,00 |
| Spagna         | 1  | 1  | 0 | 0  | 48  | 0   | 100,00 |
| Stati Uniti    | 1  | 1  | 0 | 0  | 39  | 15  | 100,00 |
| Sudafrica      | 1  | 0  | 0 | 1  | 29  | 46  | 0,00   |
| Tonga          | 1  | 1  | 0 | 0  | 41  | 5   | 100,00 |
| Uruguay        | 1  | 1  | 0 | 0  | 43  | 12  | 100,00 |
| TOTALE         | 33 | 19 | 1 | 13 | 972 | 622 | 57,58  |

### Altri incontri internazionali
| Avversario        | G  | V | N | P | PF  | PS  | % V/G  |
| ----------------- | -- | - | - | - | --- | --- | ------ |
| Barbarians        | 11 | 2 | 1 | 8 | 343 | 379 | 18,18  |
| Pacific Islanders | 1  | 1 | 0 | 0 | 34  | 22  | 100,00 |
| TOTALE            | 12 | 3 | 1 | 8 | 377 | 401 | 25,00  |

## Statistiche individuali
Le tabelle sono aggiornate all'8-3-2014; in grassetto i giocatori in attività.

### Generali
- Maggior numero di presenze: Chris Paterson (109)
- Maggior numero di punti realizzati: Chris Paterson (809)
- Maggior numero di mete segnate: Marcello Cuttitta (25)

### Dettaglio

#### Presenze

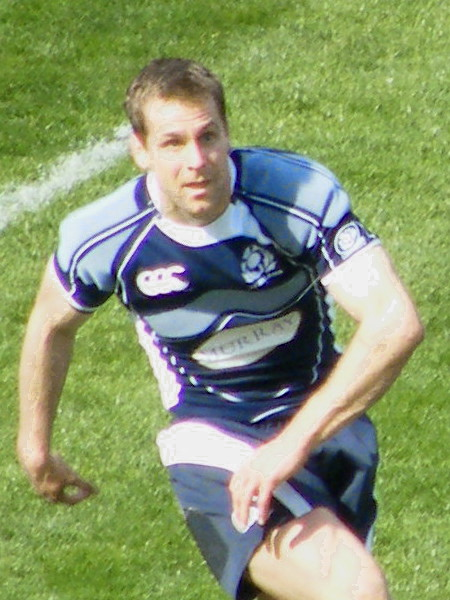
Chris Paterson, 109 presenze e 809 punti in Nazionale

Per la lista completa consultare espnscrum.com.
| Presenze | Giocatore       | Anni               |
| -------- | --------------- | ------------------ |
| 109      | Chris Paterson  | 1999 - 2011        |
| 87       | Scott Murray    | 1997 - 2007        |
| 86       | Sean Lamont     | 2004 - in attività |
| 85       | Mike Blair      | 2002 - 2012        |
| 82       | Gregor Townsend | 1993 - 2003        |
| 77       | Nathan Hines    | 2000 - 2011        |
| 77       | Jason White     | 2000 - 2009        |
| 75       | Gordon Bulloch  | 1997 - 2005        |
| 74       | Ross Ford       | 2004 - in attività |
| 71       | Stuart Grimes   | 1997 - 2005        |

#### Punti realizzati

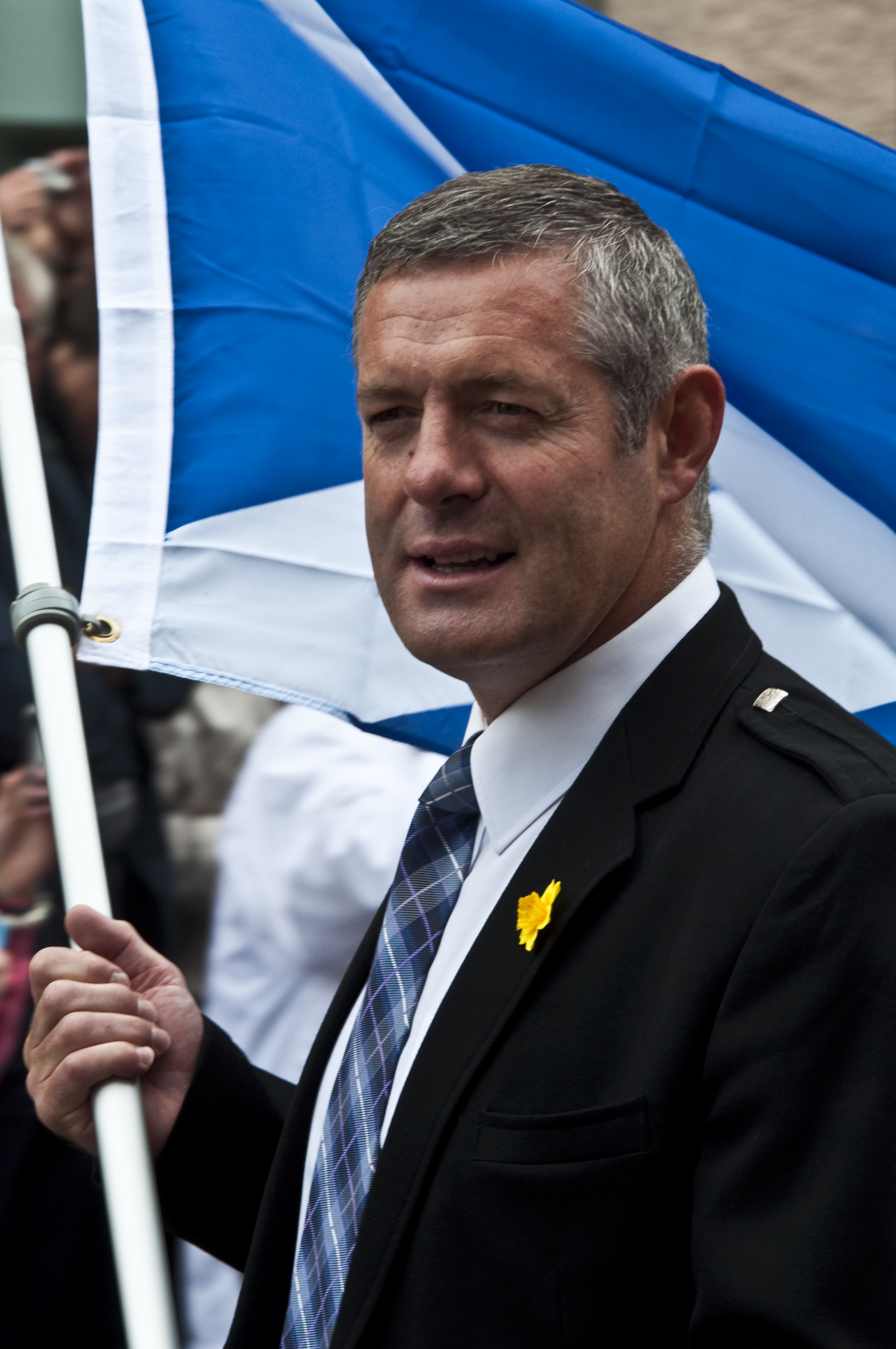
Gavin Hastings, 667 punti in Nazionale

Per la lista completa consultare espnscrum.com.
| Punti | Giocatore                  | Anni               |
| ----- | -------------------------- | ------------------ |
| 809   | Chris Paterson             | 1999 - 2011        |
| 667   | Gavin Hastings             | 1986 - 1995        |
| 273   | Andy Irvine                | 1972 - 1982        |
| 266   | Dan Parks                  | 2004 - 2012        |
| 239   | Greig Laidlaw              | 2010 - in attività |
| 220   | Kenny Logan                | 1992 - 2003        |
| 210   | Peter William Dods         | 1983 - 1991        |
| 166   | Craig Minto Chalmers       | 1989 - 1999        |
| 164   | Gregor Peter John Townsend | 1993 - 2003        |
| 141   | Brendan James Laney        | 2001 - 2004        |

#### Mete realizzate
Per la lista completa consultare espnscrum.com.
| Mete | Giocatore           | Anni      |
| ---- | ------------------- | --------- |
| 24   | Ian Smith           | 1924-1933 |
| 24   | Tony Stanger        | 1989-1998 |
| 22   | Chris Paterson      | 1999-2011 |
| 17   | Gavin Hastings      | 1986-1995 |
| 17   | Alan Tait           | 1987-1999 |
| 17   | Gregor Townsend     | 1993-2003 |
| 15   | Iwan Tukalo         | 1985-1992 |
| 13   | Kenny Logan         | 1992-2003 |
| 12   | Sean Lamont         | 2004-     |
| 12   | Arthur Robert Smith | 1955-1962 |